# Tromsø község
Tromsø község (norvégul: Tromsø kommune) Norvégia községeinek (kommune, helyi önkormányzattal rendelkező közigazgatási egység) egyike. Troms megyéhez tartozik, székhelye Tromsø.

## Történelem
1964-ben a községnek körülbelül 32 000 lakosa volt, ez mára megduplázódott.

## Települések
A község települései (200 lakos felett):
| Település    | Népesség | Megjegyzés         |
| ------------ | -------- | ------------------ |
| Ersfjordbotn | 345      |                    |
| Kaldfjord    | 762      |                    |
| Kjosen       | 327      |                    |
| Movik        | 332      |                    |
| Sommarøy     | 254      |                    |
| Tromsø       | 38 980   | A község székhelye |